# Batracomorphus pallidus
Batracomorphus pallidus är en insektsart som beskrevs av Evans 1935. Batracomorphus pallidus ingår i släktet Batracomorphus och familjen dvärgstritar. Inga underarter finns listade i Catalogue of Life.